# Astronomija u 837.
◄◄ | ◄ | 834. | 835. | 836. | 837.  | 838. | 839. | 840. | ► | ►►
Astronomija • Književnost • Kršćanstvo • Pravo • Promet
Astronomija u 837.

## Astronomske pojave
- 10. travnja: Halleyjev komet se najviše približio Zemlji, kada mu se rep protegao 60 stupnjeva preko polovice neba. Po proračunima trebao je proći tek 0,03 AJ (5,1 milijun km) od Zemlje.[1] Zabilježili su ga astronomi u Kini, Japanu, Njemačkoj na Bliskom Istoku.[2]

## Vanjske poveznice
|  | Zajednički poslužitelj ima još gradiva o temi Astronomija u 837. |